# Bócsa
Bócsa község Bács-Kiskun vármegye Kiskőrösi járásában.

## Fekvése
A Duna-Tisza közének középső, magasabb területén, Bács-Kiskun vármegye középső részén található. 9703 hektárnyi területen terül el, melyből a belterület 160 hektár. Kecskeméttől mintegy 40 kilométerre dél-délnyugatra, Soltvadkerttől 8 kilométerre északkeletre fekszik.

### Megközelítése
Legfontosabb közúti elérési útvonala az 54-es főút, amely a vármegyeszékhelyt Soltvadkerttel köti össze, és végighalad a belterületének északi részén, annak főutcájaként. Szankkal és Kiskunmajsával az 5404-es út köti össze, Fischerbócsa nevű különálló településrészére az 54 122-es számú mellékút vezet, ez utóbbi önkormányzati útként Tázlárig vezet.
Vasútvonal nem érinti. Legközelebb a Budapest–Kunszentmiklós-Tass–Kelebia-vasútvonal soltvadkerti állomása van a faluhoz.

## Története
Az első levéltárakban megtalálható említések 1436-ból származnak, mely oklevél Boycha-szállásként említi, nevét egy Boycha nevű úrról kapta. 
Láttuk fentebb, hogy 1347-ben Budán a Cherthan nemzetségbeli kúnok kapitánya Kumcheg biró egy oklevelet állitott ki, melyben emliti fiát Chyrchy-t is; 1371-ből emlittetik Kuncheg nemzetségbeli Fekete László mint kún kapitány; 1436-ban Thertezálláson lakó Cherche Bálint őseitől öröklés útján Therte Boycha, és Kempcegszállásoknak volt kapitánya; 1469-ben ugyanezen Thewrtherzállási Cherthe (? Csercse) Bálint a maga és fija Mátyás nevében a Thewrther, Boycha és Kempecz (helyesen Kempceg) szállásra vonatkozó 1436-ik évi kir. oklevél megerősitését kéri; 1475-ben Cherchy Bálint Thertelszállásról, ki a Halas székhez tartozó Thertel-, Kengcheg-, és Boycha szállási kúnok kapitánya volt, e szállások benépesithetése végett engedélyért folyamodik Mátyás királyhoz, végre 1509-ben találjuk Cherchy Mátyást, ki atyjával Bálinttal 1469-ben együtt emlittetik, mint Boychaszállási kapitány.
A puszta betelepítésére 1475. június 23-án Mátyás király adott ki oklevelet. Vélhetően ez lehet a község lakott területté válásának első dátuma. A törökök az 1500-as évek derekán vették birtokukba, s pusztították el a szétszórt településeket. Bócsa is erre a sorsra jutott, a vidék lakatlanná vált.
A településről 1643-tól találkozunk újra levéltári adatokkal. A község mai arculatának kialakulása az 1800-as évek elején kezdődött. 1872-ben Tázlár, Harka, Kötöny, Nagybócsa-puszták községgé alakultak, majd 1906-ban Bócsa Kisbócsával együtt kivált Tázlárból.
1906. december 11-én a belügyminiszter aláírta a település önállóvá válásának rendeletét.
Az egyház- és oktatásszervezés egy időben kezdődött, e folyamat kezdete az 1800-as évek végére tehető. Elsősorban a katolikus egyház szervezte az oktatást. 1890-ben tanya alakult át iskolává, római katolikus templommá, majd itt működött az első posta is. 1905-ben Fischer-Bócsán, 1910-ben Zöldhalomban épült iskola, benne oltár. A katolikus iskolákba református és evangélikus diákok is járhattak. Az első önálló lelkész 1922-től Dudás István, aki Fischer-Bócsa mellett felépült parókián lakott. A húszas évektől országosan beinduló iskolaépítés kapcsán Bócsán is kezdett növekedni az iskolák száma. 1924-től 32-ig 4 iskola is épült a településen. Ebben az időszakban épültek fel a község templomai is, 1940-ben Kisbócsán, 1948-ban Fischer-Bócsán és 1952-ben Nagybócsán.
Az 1940-es évek elején árvíz pusztította végig a vidéket, nagyon sok tanya összedőlt. Az állam ún. ONCSA-program keretében Nagybócsa peremén 40 házból, egy utcából álló falut épített fel. Ez képezi a mai község magját. Az eddig központ nélküli tanyás településen megkezdődött a faluképződés.
1948-ban az ún. Font-major területén alakult ki a Termelő Szövetkezet. 1954-ben felépült az ONCSA-falu melletti iskola két tanteremmel, mely fokozatosan bővült, a tantermek számának növekedésével együtt felépült a tornaterem, valamint kialakításra került a hétközi otthon. A 80-as évek körzetesítési divatja megszüntette a tanyasi iskolákat, a központtól távol lakó diákok a hétközi otthonban kaptak elhelyezést. 1960-tól a község mezőgazdasággal foglalkozó lakosságát szakszövetkezetekbe kényszerítették. Mindenki gazdálkodhatott a saját területén, de hozzá kellett járulni a szövetkezet fenntartásához.

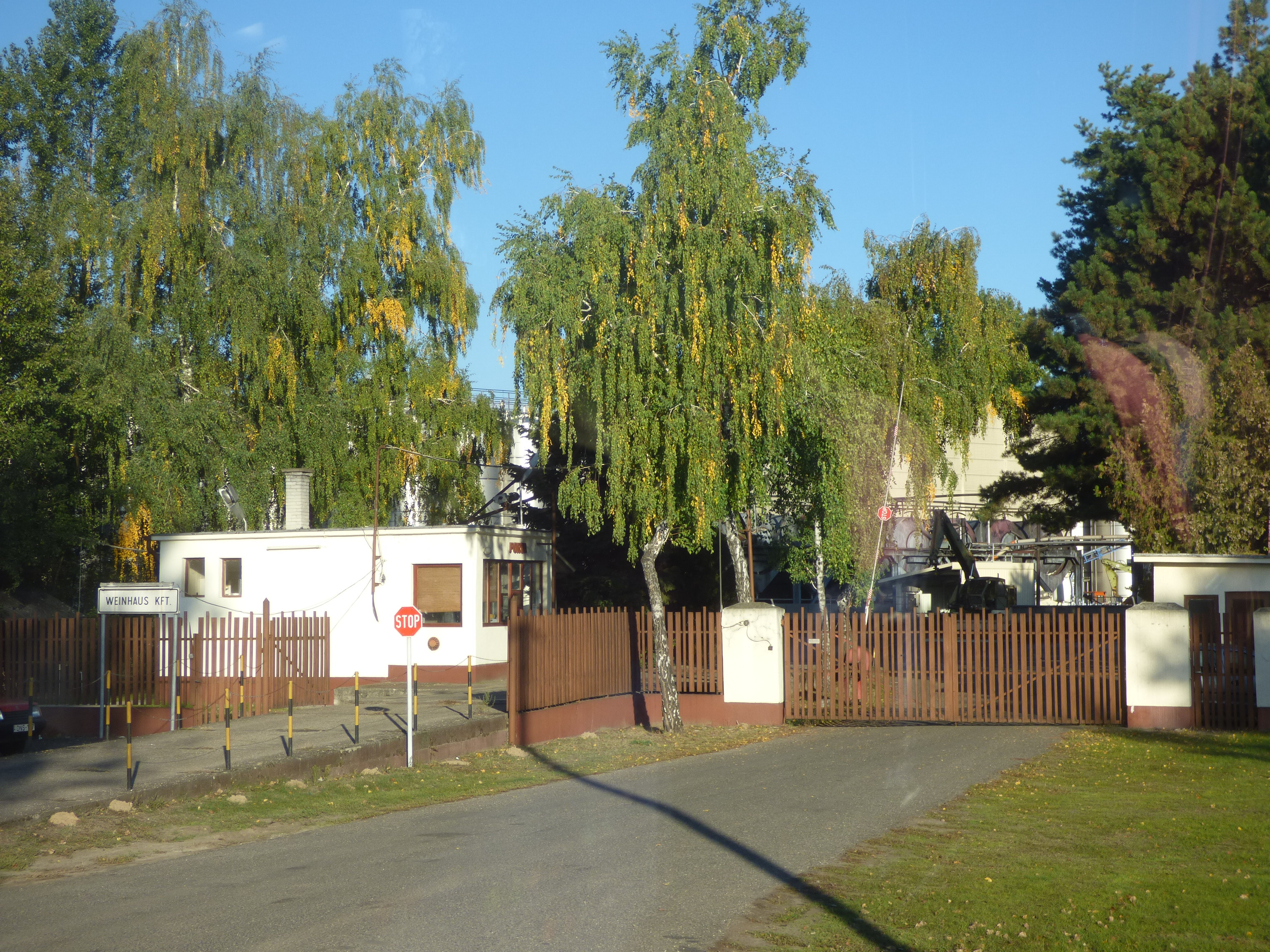
A Weinhaus Kft. központjának bejárata

Az 1990-es évek elején a közös gazdaságok felbomlottak, ez átmeneti munkanélküliséget okozott. Hamarosan azonban a TSZ melléküzemágakból újabb üzemek alakultak, a szorgalmas parasztemberek szőlőültetvényeket telepítettek, megkezdődött a nagyüzemi szintű állattartás, így a munkanélküliség szinte teljes mértékig megszűnt.
Az elmúlt évtized alatt az önkormányzat élve a különböző pályázati lehetőségekkel megteremtette a település alapvető infrastruktúráját: közvilágítás, szilárd burkolatú úthálózat, vezetékes gázhálózat és a 2006-os esztendőben megkezdődött a kábeltévé hálózat kiépítése. A vezetékes ivóvíz-hálózat szintén kiépített a település belterületén, a térségben elsők között került a vízműnél uniós elvárásoknak megfelelő vas- és arzénmentesítő berendezés beépítésre. A hátralévő és megoldandó infrastrukturális hiányosság a település szennyvízhálózatának kiépítése.

## Közélete

### Polgármesterei
- 1990–1994: Eifert Ferenc (független)[4]
- 1994–1998: Eifert Ferenc (független)[5]
- 1998–2002: Eifert Ferenc (független)[6]
- 2002–2006: Eifert Ferenc (független)[7]
- 2006–2010: Gál László (független)[8]
- 2010–2014: Szőke-Tóth Mihály (Fidesz–KDNP)[9]
- 2014–2019: Szőke-Tóth Mihály (Fidesz–KDNP)[10]
- 2019–2024: Szőke-Tóth Mihály (Fidesz–KDNP-Nemzeti Fórum Egyesület)[11]
- 2024– : Szőke-Tóth Mihály (Fidesz–KDNP-Nemzeti Fórum Egyesület)[1]

## Nevezetességei
- Árpád-házi Szent Margit tiszteletére felszentelt templom (Bócsa)
- Szent Imre tiszteletére felszentelt templom (Fischerbócsa)
- Szent Kereszt tiszteletére felszentelt templom (Kisbócsa)
- Kisboldogasszony tiszteletére felszentelt kápolna (Zöldhalom)
- A francia köztársasági elnök, Nicolas Sarkozy apjának családja innen származik
- Bócsai Boróka Citerazenekar Egyesület
- Bócsai Citerazenekar
- Nefelejcs Népdalkör
- Li-2 (HA-LIP) repülőgép a település határában kiállítva

## Népesség
A település népességének változása:
| Lakosok száma | 1803 | 1819 | 1811 | 1784 | 1791 | 1790 | 1777 |
|               | 2013 | 2014 | 2018 | 2021 | 2022 | 2023 | 2024 |

A 2011-es népszámlálás során a lakosok 85,8%-a magyarnak, 0,5% cigánynak, 1,1% németnek, 0,7% románnak mondta magát (13,3% nem nyilatkozott; a kettős identitások miatt a végösszeg nagyobb lehet 100%-nál). A vallási megoszlás a következő volt: római katolikus 56,2%, református 9,3%, evangélikus 7,6%, görög katolikus 0,2%, felekezeten kívüli 5,2% (20,1% nem nyilatkozott).
2022-ben a lakosság 85,5%-a vallotta magát magyarnak, 1,3% németnek, 0,6% románnak, 0,3% cigánynak, 0,1% szlováknak, 1,8% egyéb, nem hazai nemzetiségűnek (13,9% nem nyilatkozott; a kettős identitások miatt a végösszeg nagyobb lehet 100%-nál). Vallásuk szerint 33,2% volt római katolikus, 8,1% református, 7,1% evangélikus, 0,6% görög katolikus, 0,1% ortodox, 0,9% egyéb keresztény, 1,3% egyéb katolikus, 4,5% felekezeten kívüli (44% nem válaszolt).

## Itt születtek
- Bogár Imre (Bócsa, 1842 - Pest, 1862) az ország talán leghíresebb lovas betyárja volt, minden vidéken ismerték a nevét.
- Zákány Antal (Bócsa, 1918. szeptember 8. – Szabadka, 1987. febr. 28.): jugoszláviai magyar költő.

## Testvértelepülése
- Torockó, Románia